# Chema Jiménez
José Manuel Jiménez Sancho, deportivamente conocido como Chema (Pamplona, Navarra, 9 de mayo de 1976) es un exjugador de fútbol español. Fue un jugador histórico en el Real Valladolid, en el cual militó durante 10 años consecutivos. Se retiró en el 2013 en el Club Deportivo Guijuelo para coger las riendas de su dirección deportiva.

## Selección nacional
Ha disputado dos encuentros internacionales amistosos con la selección de fútbol de Navarra.

## Clubes
| Club                 | País          | Año           | PJ  | G  |
| -------------------- | ------------- | ------------- | --- | -- |
| CD Tudelano          | España        | 1994-1995     | 37  | 4  |
| Atlético de Madrid B | España        | 1995-1997     | 75  | 11 |
| Real Valladolid CF   | España        | 1997-2007     | 264 | 9  |
| Cultural Leonesa     | España        | 2007-2010     | 108 | 9  |
| CD Guijuelo          | España        | 2010-2013     | 94  | 4  |
| Total carrera        | Total carrera | Total carrera | 578 | 37 |

## Palmarés

### Como jugador

#### Títulos nacionales
| Título                     | Club                  | País   | Año     |
| -------------------------- | --------------------- | ------ | ------- |
| Segunda División de España | Real Valladolid C. F. | España | 2006-07 |